# 340
340 је била преступна година.

## Догађаји
- Константинопољ, престоница цара Констанција II, постаје највећи град на свету, преузимајући вођство од Рима, престонице његовог брата цара Константина.
- Константин II, цар западног Римског царства (Британије, Галије, Рајнске провинције и Иберије), прелази Алпе и напада војску свог брата Констанса I, цара централног дела Римског царства (Горње Подунавље, Италија и средња Африка). Они се сукобљавају у Аквилеји у северној Италији. Константин је убијен у окршају од заседе Констансових трупа.
- Констанс је остављен једини владар западног дела Римског царства, са својим другим братом, Констанцијем II, царем Источног римског царства.
- Акакаије Кесаријски је наследио Јевсевија као епископ у престоници Цезареје.
- Вулфила проповеа Јеванђеље међу Готима 7 година.